# Saint-Martory
Saint-Martory é uma comuna francesa na região administrativa da Occitânia, no departamento do Alto Garona. Estende-se por uma área de 8.3 km², com 1.000 habitantes, segundo os censos de 2018, com uma densidade de 120 hab/km².